# 爱德华·拉罗
爱德华-维克多-安东尼·拉罗（法語：Édouard-Victoire-Antoine Lalo；1823年1月27日—1892年4月22日），法国作曲家，以作品《西班牙交响曲》闻名。。

## 生平
1823年生于法国的里尔，拉罗先在该城的音乐学院学习，16岁时进入巴黎音乐学院进修。毕业后，他留在巴黎，成了一名教师和小提琴手，并开始作曲。在他40多岁的时候，他在作曲界有了一定名气。1892年逝于巴黎。

## 作品
拉罗的代表作是《西班牙交响曲》，一首为小提琴与乐队而作的协奏曲。拉罗唯一的一首《大提琴协奏曲》也聞名於世。